# Geoff Waugh
Geoff Waugh (* 25. August 1983 in Winnipeg, Manitoba) ist ein ehemaliger kanadischer Eishockeyspieler mit kroatischer Staatsbürgerschaft, der im Verlauf seiner aktiven Karriere zwischen 2002 und 2017 unter anderem über 150 Spiele in der American Hockey League (AHL) auf der Position des Verteidigers bestritten hat. Darüber hinaus absolvierte Waugh annähernd 150 weitere Partien in der Erste Bank Eishockey Liga (EBEL).

## Karriere
Waugh spielte während seiner Juniorenzeit zwischen 2000 und 2002 bei den Kindersley Klippers in der Saskatchewan Junior Hockey League (SJHL). Anschließend wurde er im NHL Entry Draft 2002 in der dritten Runde an 78. Stelle von den Dallas Stars aus der National Hockey League (NHL) ausgewählt. Der Verteidiger wechselte nach dem Draft an die Northern Michigan University, die mit ihrem Eishockeyteam in der Central Collegiate Hockey Association (CCHA), einer Division der National Collegiate Athletic Association (NCAA), spielte. Waugh blieb dem Team vier Jahre lang treu.
Im Sommer 2006 schloss sich der Abwehrspieler den Johnstown Chiefs aus der ECHL an und kam im Verlauf der Saison 2006/07 auch zu zehn Einsätzen in der American Hockey League (AHL) bei den Springfield Falcons. Es folgten zwei Jahre bei den Binghamton Senators in der AHL, ehe es ihn 2009 zu den Portland Pirates und Manitoba Moose zog. Seine letzte Station auf dem nordamerikanischen Kontinent waren die Victoria Salmon Kings in der ECHL.
Im Sommer 2011 wechselte Waugh nach Europa und unterzeichnete einen Vertrag beim kroatischen Klub KHL Medveščak Zagreb, für den er in der kroatischen Eishockeyliga, der österreichischen Erste Bank Eishockey Liga (EBEL) und der supranationalen Kontinentalen Hockey-Liga (KHL) zum Einsatz kam. Im Juni 2014 wechselte er zum EC VSV aus der EBEL, konnte dort aber die Erwartungen nicht erfüllen, so dass er den Verein nach der Saison 2014/15 verließ. Im Juni 2015 wurde er von den Nottingham Panthers aus der britischen Elite Ice Hockey League (EIHL) verpflichtet. Mit dem Team gewann er im Jahr 2017 den IIHF Continental Cup. Im Anschluss beendete der 33-Jährige seine aktive Karriere.

### International
Waugh wurde in Kroatien eingebürgert und war dadurch, dass er zu diesem Zeitpunkt bereits zwei komplette Spielzeiten bei einem kroatischen Team verbracht hatte und zuvor keine internationalen Einsätze für die kanadische Nationalmannschaft zu verzeichnen hatte, fortan für die Kroatien spielberechtigt.
Im Rahmen der Weltmeisterschaft der Division IB 2014 gab er sein Debüt für Kroatien. Waugh konnte in fünf Turnierspielen zwei Scorerpunkte beisteuern und damit zum überraschenden zweiten Platz des Vorjahres-Aufsteigers beitragen. Mit Alan Letang und Kenny MacAulay gehörten zwei weitere gebürtige Kanadier zum kroatischen WM-Aufgebot. Bei der Weltmeisterschaft der Division IB 2015 ging er erneut für Kroatien aufs Eis und kam in drei Turnierspielen zum Einsatz.

## Erfolge und Auszeichnungen
- 2002 Credential-Cup-Gewinn mit den Kindersley Klippers
- 2012 Kroatischer Meister mit dem KHL Medveščak Zagreb
- 2014 Kroatischer Meister mit dem KHL Medveščak Zagreb
- 2017 IIHF-Continental-Cup-Gewinn mit den Nottingham Panthers

## Karrierestatistik

### International
Vertrat Kroatien bei:
- Weltmeisterschaft der Division IB 2014
- Weltmeisterschaft der Division IB 2015

(Legende zur Spielerstatistik: Sp oder GP = absolvierte Spiele; T oder G = erzielte Tore; V oder A = erzielte Assists; Pkt oder Pts = erzielte Scorerpunkte; SM oder PIM = erhaltene Strafminuten; +/− = Plus/Minus-Bilanz; PP = erzielte Überzahltore; SH = erzielte Unterzahltore; GW = erzielte Siegtore; 1 Play-downs/Relegation; Kursiv: Statistik nicht vollständig)